# AMD Xilleon
Xilleon — це бренд для сімейства SoC, що поєднує малопотужний ЦП з ASIC для прискореної декомпресії відео та інших функцій для основних всесвітніх телемовних мереж (включаючи PAL, NTSC, SECAM і ATSC), орієнтованих на цифрове телебачення (тобто продукти, такі як телеприставки, інтегроване цифрове телебачення, адаптери цифрового телебачення, смарт-телевізори тощо).

## Технічні особливості
Більшість SoC під брендом Xilleon мають:
- 300 МГц MIPS 4Kc (MMU, без FPU)
- ASIC одночасно розпаковує два телевізійні потоки стандартної чіткості та два стислі MPEG-2 потоки високої чіткості
- Два відеоконтролера
- 2D і 3D графічний рушій
- умовний доступ
- транспортні демультиплексори
- 32/64-розрядний інтерфейс DDR/SDR
- Інтерфейси PCI, USB, IR, I2C, I2S, Flash та PATA

На основі відеопроцесора Xilleon було розроблено наступне покоління AVIVO ід назвою Unified Video Decoder (UVD) для забезпечення апаратного декодування стандартів відеокодеків H.264 і VC-1.
І AMD TrueAudio, і AMD Unified Video Decoder (UVD) засновані на процесорі Cadence Tensilica Xtensa processor, який спочатку був ліцензований ATI Technologies Inc. у 2004 році.

## Історія розробки
Власниками бренду Xilleon були ATI Technologies, пізніше Advanced Micro Devices, тепер Broadcom.
Після того, як AMD оголосила про завершення придбання ATI Technologies у третьому кварталі 2006 року, продукти Xilleon продавалися під брендом AMD як AMD Xilleon.
25 серпня 2008 року лінійка Xilleon була продана напівпровідникової компанії Broadcom.
На виставці CES 2008 була анонсована нова лінійка відеопроцесорів Xilleon для плоскопанельних РК-телевізорів під назвою панельні процесори Xilleon з чотирма моделями 410, 411, 420 і 421. Підтримка роздільної здатності відео 1080p і розширена технологія оцінки руху, компенсації руху та технології перетворення частоти кадрів на основі вдосконаленої технології кореляції фазової площини, яка перетворює вхідні відеосигнали 24 або 60 Гц у частоту оновлення 100 або 120 Гц, що використовується в більшості РК-телевізорів, шляхом створення додаткових кадрів для формування більш плавного руху.
У січні 2008 року AMD підписала угоду з DivX, Inc., щоб дозволити кільком майбутнім відеопроцесорам Xilleon впроваджувати апаратне декодування відео DivX із відповідною сертифікацією. Однак у результаті реструктуризації компанії AMD припинила продаж чипсетів цифрового телебачення, починаючи з другого кварталу 2008 року.

### Список SoC під брендом Xilleon
| x210D/H | |
| x220    | |
| x225    | |
| x226S/H | Подібний до x225, але з додатковими відеоскалерами/мікшерами та третім послідовним портом.             |
| x240    | Інтегрований у цифровий і в аналоговий ТБ-тюнер. Немає зовнішнього PCI або EIDE. Єдиний канал пам'яті. |
| x260    | |